# Walter Sifuentes
Walter Sifuentes (Lima, Perú, 17 de julio de 1987) es un futbolista peruano. Juega de defensa o mediocampista defensivo lo caracterizaba su manera de defender su garra  

## Clubes
| Club                 | País | Año         |
| -------------------- | ---- | ----------- |
| América Cochahuayco  | Perú | 2007 - 2009 |
| Hijos de Acosvinchos | Perú | 2010        |
| UTC de Cajamarca     | Perú | 2011        |
| Deportivo Municipal  | Perú | 2012 - 2013 |
| Comerciantes Unidos  | Perú | 2014        |
| Atlético Minero      | Perú | 2015        |